# Bazilika svatého Štepána (Jeruzalém)
Kostel sv. Štěpána v Jeruzalémě se podle tradice nachází na místě, kde byl ukamenován svatý Štěpán. Přiléhá k němu klášter dominikánů, který je sídlem Jeruzalémské biblické školy (École biblique et archéologique française de Jérusalem, EBAF). Kostel je papežskou bazilikou minor a je spravován francouzskými dominikány.

## Historie
První kostel vznikl na tomto místě již v 5. století, kdy zde císařovna Eudocia (manželka Theodosia II.) nechala postavit kapli na místě kamenování sv. Štěpána, v níž se nechala pohřbít. Kaple zanikla již v roce 614, během perské invaze. JIž v roce 638 patriarcha Sofronius nechal postavit malý kostel, který ve 12. století zde křižáci rozšířili a opravili. Před tím, než Saladin dobyl roku 1187 Jeruzalém, sami křižáci jej zbořili. Roku 1881 místo zakoupili francouzští dominikáni, kteří zde provedli archeologické vykopávky a postavili kostel s klášterem. Bazilika byla vysvěcena 13. května 1900.

## Popis kostela
Jedná se o trojlodní baziliku, v níž můžeme nalézt původní podlahové mozaiky. V kryptě kostela je pohřben zakladatel Jeruzalémské biblické školy Marie-Joseph Lagrange.